# Madanaikanahalli, Maddur
Madanaikanahalli là một làng thuộc tehsil Maddur, huyện Mandya, bang Karnataka, Ấn Độ.